# Mina Hofstetter
Mina Hofstetter (* 22. März 1883 in Stilli; † 21. Dezember 1967 in Ebmatingen), geb. Lehner, war eine Schweizer Landwirtin, Feministin und Pionierin der biologischen Landwirtschaft.

## Geschichte
Nach der obligatorischen Schulzeit arbeitete Mina Hofstetter als Dienstmädchen in Genf und Berlin. 1915 – während des Ersten Weltkriegs – kaufte ihr Mann Ernst, ein Schreiner, den sie 1907 geheiratet hatte, den Hof Stuhlen unterhalb Ebmatingen. Sie verschuldeten sich beim Kauf und ihr Mann war im Militärdienst, sodass Mina alleine mit fünf Kindern schwer arbeiten musste, obschon sie Angst von den Kühen hatte und sich vor dem Stall ekelte. 1918 kam während der sechsten Schwangerschaft eine Grippe und eine Operation hinzu sowie ein Nervenzusammenbruch. Die Krisen und der Wille, gesund zu werden, brachten sie aber auch in Kontakt mit der Lebensreformbewegung. Inspiriert durch eine Schrift von Werner Zimmermann stellte sie ab 1922 den Hof auf biologischen Landbau um, experimentierte mit neuen Anbaumethoden und führte schon ab diesem Jahr Kurse dafür durch. Ab 1927 führte sie den Hof viehlos, nachdem sie Vegetarierin geworden war. Ab 1924 publizierte sie in der von Werner Zimmermann herausgegebenen Zeitschrift «Tao».
Im dadurch leeren Viehstall betrieb ihr Mann als gelernter Schreiner eine Schreinerei. Es wurden auch zwei Bauten erstellt, zuerst 1925 das einfache Holzhaus "Lichtwärts" für Licht-, Luft- und Sonnenbäder, dies nachdem nackt Badende am Greifensee Anstoss erregt hatten. 1935 folgte das Kurs- und Erholungsheim Seeblick.
1937 hielt Mina Hofstetter am Kongress der Women's Organisation for World Order in Bratislava das Hauptreferat. Deren Initiatoren wollten eine Matriarchats-Siedlung in Kanada betreiben.
Nach dem Zweiten Weltkrieg, im Jahr 1947, wurde auf Hofstters Hof die Genossenschaft Biologischer Landbau GBL (heute: Bioterra, Gründungsmitglied Bio Suisse) gegründet. Sie wollte sich darin nicht engagieren, weil dort die Tierhaltung nicht ausgeschlossen wurde. Hingegen war sie in der Freiwirtschaftsbewegung aktiv und setzte sich für Feminismus ein. Sie referierte im In- und Ausland. Auf dem Hof wurden Kurse von Lebensreformern abgehalten zu biologischer Landwirtschaft, Naturheilmethoden und Ernährung, Erziehung, Psychologie und Lebensführung. Dazu gehörten auch körperliche Aktivitäten und Freikörperkultur. Zu ihren Gästen in den Stuhlen gehörten auch Max Bircher-Benner und Elin Wägner.
Mina Hofstetter hatte mit ihrem Mann sieben Kinder, ihr Mann starb vor Mina Hofstetter im selben Jahr. 1950 hatten die Eltern den Hof und die Schreinerei den Familien ihrer Kinder Werner und Karl übergeben.

## Würdigung
Im April 2023 hat der Gemeinderat von Maur beschlossen, dass ein bisher namenloser Weg im Weiler Stuhlen, den Namen Mina Hofstetter-Weg erhalten soll. Dazu wurde beim Kanton ein Genehmigungsantrag gestellt. Die Einweihung des Weges fand am 5. April 2025 statt.

## Publikationen
- Gertrud Stauffacher (Pseudonym für Mina Hofstetter): Brot. Die monopolfreie Lösung der Getreidefrage durch die Schweizerfrau. Bern 1928.
- Biologischer Landbau. Lauf bei Nürnberg/Bern/Leipzig 1931.
- Mutter Erde. Weckruf und praktische Anleitung zum biologischen Landbau. Zielbrücke-Thielle 1941.
- Neues Bauerntum, altes Bauernwissen: Naturgesetzlicher Landbau. Erlebtes und Erfahrungen.  Gropengiesser, Zürich/Leipzig 1942.

## Medienecho
- Corina Preiswerk: Schweizer Pioniere: Die unbekannte Mina Hofstetter (Memento vom 21. Oktober 2020 im Internet Archive). In: Seniorweb. Nr. 1, 25. Februar 2019.
- Belinda Balmer: Auf den Spuren von Mina Hofstetter, der Urmutter des Biolandbaus. In: Bauernzeitung (Schweiz). 3. März 2022.
- Carmen Hocker: Mina Hofstetter – Rebellische Grenzgängerin. Bioterra, 2022.
- Annette Schär: Bio-Pionierin Mina Hofstetter – eine bodenständige Idealistin. in: Maurmer Post. Ausgabe 23, 1. Juli 2022.
- Mina Hofstetter – eine Schweizer Bio-Pionierin In: Zeitblende von Schweizer Radio und Fernsehen vom 23. März 2024 (Audio).